# Зелений Клин (Нікопольський район)
Зелений Клин — село в Україні, у Томаківській селищній громаді Нікопольського району Дніпропетровської області. Населення — 154 мешканці.

## Населення

### Мова
Розподіл населення за рідною мовою за даними перепису 2001 року:
| Мова       | Кількість | Відсоток |
| ---------- | --------- | -------- |
| українська | 147       | 95.46%   |
| російська  | 6         | 3.90%    |
| білоруська | 1         | 0.64%    |
| Усього     | 154       | 100%     |

## Географія
Село Зелений Клин знаходиться біля витоків річки Топила, нижче за течією на відстані 1 км розташоване село Сергіївка. Поруч проходить автомобільна дорога Р73.

## Інтернет-посилання
- Погода в селі Зелений Клин [Архівовано 28 жовтня 2020 у Wayback Machine.]

1. ↑  Рідні мови в об'єднаних територіальних громадах України — Український центр суспільних даних